# Domingo à Tarde
Domingo à Tarde (1966) é um filme português de António de Macedo, a sua primeira longa metragem de ficção e a quarta do movimento do Novo Cinema.
A estreia foi em Lisboa, no cinema Império, a 13 de Abril de 1966.
Macedo, em contra-corrente, recusaria no entanto certos ditames estéticos dos vanguardistas franceses, negando o proclamado valor de Godard.
A desenvoltura narrativa deste seu filme, de inspiração vanguardista mas sobretudo imbuído de filosofia germânico-nórdica (Husserl, Heidegger, Kierkegaard), e as soluções formais nele exploradas tornariam entretanto mais transparente o tema que adopta: o romance homónimo do escritor Fernando Namora, da escola neo-realista portuguesa, transfigurado no filme através de uma visão metafísico-existencial dos temas da angústia, da morte e do destino último do homem.
Macedo teve confrontos sérios com os Serviços de Censura para poder estrear o filme.

## Ficha sumária[2][3]
- Obra Original: Fernando Namora
- Adaptação: António de Macedo
- Realização: António de Macedo
- Produção: António da Cunha Telles
- Rodagem: Setembro a Novembro de 1964
- Actores principais: Isabel de Castro, Ruy de Carvalho, Isabel Ruth
- Formato: 35 mm
- Género: ficção (drama)
- Duração: 97 min
- Distribuição: Imperial Filmes[1]
- Estreia: Cinema Império, em Lisboa, a 13 de Abril de 1966.[1]

## Sinopse
Sofrendo de leucemia em estado avançado Clarisse chega ao hospital e conhece Jorge, o director do departamento de Hematologia. Após apaixonar-se por ela, Jorge procura, pela primeira vez, salvar um doente, mas Clarisse morre apesar de todos os seus esforços. Jorge prossegue o seu trabalho, com experiências de rotina, ciente da sua inutilidade.

## Recepção
| “                             | Domingo à Tarde ultrapassa imediatamente as dificuldades surgidas na adaptação e, na sua concepção estética, na sua novidade formal, até na sua ousadia, vai bem mais longe do que, no plano literário, o romance de Fernando Namora. Ainda com uma forte componente experimental, é obra fria, neutra, dominada pela morte que persegue a personagem do médico no seu trabalho do Instituto de Oncologia, e fornece a Macedo amplas oportunidades para revelar o seu interesse pelo mundo - ele também, figura em certa medida, marginal e de gostos esotéricos - conseguiu dominar, melhor do que os outros, certas deficiências técnicas e, servindo o livro, deu dele uma adaptação que à generalidade do público pareceu singularmente escorreita. | ” |
| — João Bénard da Costa (1991) | |   |

## Ficha artística
- Isabel de Castro (Clarisse)
- Ruy de Carvalho (Jorge)
- Isabel Ruth (Lúcia)
- Alexandre Pessoa (preso)
- Constança Navarro (velha do poço)
- Júlio Cleto (preso)
- Miguel Franco (médico)
- Cremilda Gil (enfermeira)
- Fernanda Borsatti (Maria Armanda)
- Serge Farkas (impostor)
- Frederico Berna (padre)
- Zita Duarte
- Rui de Matos
- Grece de Castro
- Osvaldo Medeiros
- Edith Sarah
- Esmeralda Farkas
- Fernanda de Figueiredo
- Judite Dorsini
- Manuela Bonito
- Matos Ideias

## Ficha técnica
- Argumento: romance de Fernando Namora
- Adaptação: António de Macedo
- Realizador: António de Macedo
- Assistente de realização: José Carlos de Andrade e Zeni d’Ovar
- Produção: António da Cunha Telles
- Rodagem: Setembro a Novembro de 1964
- Anotadora: Teresa Olga
- Adereços: Zeni d’Ovar
- Caracterização: Manuel Fernandes
- Director de fotografia: Elso Roque
- Assistente de imagem: Acácio de Almeida
- Iluminação: Jorge Pardal
- Director de som: João Diogo
- Operador de som: José de Carvalho
- Música: Quinteto Académico
- Sonoplastia: António de Macedo e Hugo Ribeiro
- Montagem: António de Macedo
- Laboratório de imagem: Ulyssea Filme
- Laboratório de som: Valentim de Carvalho
- Formato: 35 mm
- Género: ficção (drama)
- Distribuição: Imperial Filmes[1]
- Estreia: Cinema Império, em Lisboa, a 13 de Abril de 1966[1]

## Festivais[2]
- Festival de Veneza 1965 (Itália) - Diploma di Merito
- Festival de Cinema do Rio de Janeiro 1965 (Brasil)
- Prémio da Casa de Imprensa em 1966
- Prémios Plateia 1966 - Melhor Realizador, Melhor Actor (Ruy de Carvalho), Melhor Actriz (Isabel de Castro - 1966)